# Creation Engine
Die Creation Engine ist eine vom US-amerikanischen Entwicklerstudio Bethesda Game Studios entwickelte Spiel-Engine für den Einsatz in eigenen Projekten. 2023 erschien mit der Creation Engine 2 eine Iteration der Technologie.

## Geschichte
Die Technologie basiert auf der Gamebryo-Engine, die Bethesda in den Vorgängerspielen verwendete. Mit The Elder Scrolls V: Skyrim änderte man die Strategie und begann selbst die Game-Engine weiterzuentwickeln. So wurden Schatten in Echtzeit zumindest rudimentär berechnet und das Level of Detail für weiter entfernte Objekte verbessert. Auch die Darstellung von Schnee wurde detaillierter. Mit dem Creation Kit lieferte man Werkzeuge zur Erstellung von Mods mit. Zudem verbesserte man die künstliche Intelligenz der Nicht-Spieler-Charaktere und band ein Animationssystem von Havok ein. Auch die SpeedTree Middleware zur Darstellung von Vegetation wurde ausgetauscht.
Ab Fallout 4 unterstützte die Creation Engine Physically Based Rendering was sich auf die im Zusammenspiel mit dynamischer, volumetrischer Beleuchtung inklusive Tessellation-Shader auf die Lichtstimmung des Titels auswirkte. Dabei wurde eng mit Nvidia kooperiert. Zudem wurde temporale Kantenglättung, Screen Space Reflections, Bokeh-Schärfentiefe, Bewegungsunschärfe und  filmisches Tone Mapping unterstützt. Weiterhin wurde die Darstellung von Wetterphänomen auch über große Distanzen hinweg eingeführt.
Für Fallout 76 wurde das Beleuchtungssystem und das System zur Generierung von Landschaften ausgetauscht sowie ein neuer Renderer implementiert.

### Creation Engine 2
Die Engine Version für Starfield stellte aufgrund des Sprungs im Konsolenzyklus die bis dahin größte Aktualisierung dar. Reflexionen wurden mit Cube Maps gelöst. Durch globale Beleuchtung wurde die Lichtberechnung nochmals detaillierter. Durch eine Kooperation mit Id Software wurde eine Bewegungsunschärfe pro Pixel implementiert. Creation Engine 2 wurde wieder mit dem Creation Kit ausgeliefert.

## Rezeption
Ein bekanntes Problem der Engine ist die Kopplung von Bildrate und Physikberechnung, die zu Programmfehlern führen kann. Aufgrund unzureichender Optimierungen geriet die Engine rund um das Release von Fallout 76 in die Kritik. Dennoch wurde sie bewusst wieder für den nächsten Titel Starfield ausgewählt und weiterentwickelt. Ein ehemaliger Bethesda-Entwickler konterte die Kritik und bemerkte, dass ein Wechsel auf die Unreal Engine kein Garant für hochwertigere Spiele und die Migration unrealistisch aufwendig sei. Auch Entwickler von CD Projekt RED verteidigten Bethesda's Technologie und gaben an, dass man technischen Stand nicht durch Betrachten einzelner Spielszenen beurteilen könne.

## Computerspiele

### 1. Generation
- 2011: The Elder Scrolls V: Skyrim
- 2015: Fallout 4
- 2018: Fallout 76

### 2. Generation
- 2023: Starfield
- The Elder Scrolls VI